# Aïn Fras
Aïn Fras (în arabă عين فراس) este o comună din provincia Mascara, Algeria.
Populația comunei este de 1.747 de locuitori (2008).